# ヤマハ・エクセル
ヤマハ・エクセル (excel) とは、ヤマハ発動機が製造、販売していたスクータータイプの原動機付自転車。機種名はCK50E。現在では販売を終了している。

## 概要
1986年6月、同社の人気スクーター「ジョグ」の上位クラスとして登場した。搭載されるエンジンはジョグと共通の空冷2サイクル単気筒であり、最高出力は5.8ps。CMには、WGPライダーの平忠彦が出演した。
エンジンの防振マウントやフロントサスペンションにボトムリンク（トレーリングリンク式）を採用するなど快適性の向上が図られていた。一方、ジョグに比べて大型化されたことにより車両重量が10kg増加している。1986年のグッドデザイン賞 を受賞。